# Флемингстън
Флемингстън (на английски: Flemingston) е село във Вейл ъф Гламорган, южен Уелс.
Разположено е на 6 метра надморска височина в крайбрежната низина на 4 километра северно от брега на Бристълския залив и на 18 километра югозападно от Кардиф. Селището е известно от XI век, когато е владение на рода Флеминг, чието име носи.

## Известни личности
Починали във Флемингстън
- Йоло Моргануг (1747 – 1826), поет